# Elbit Systems

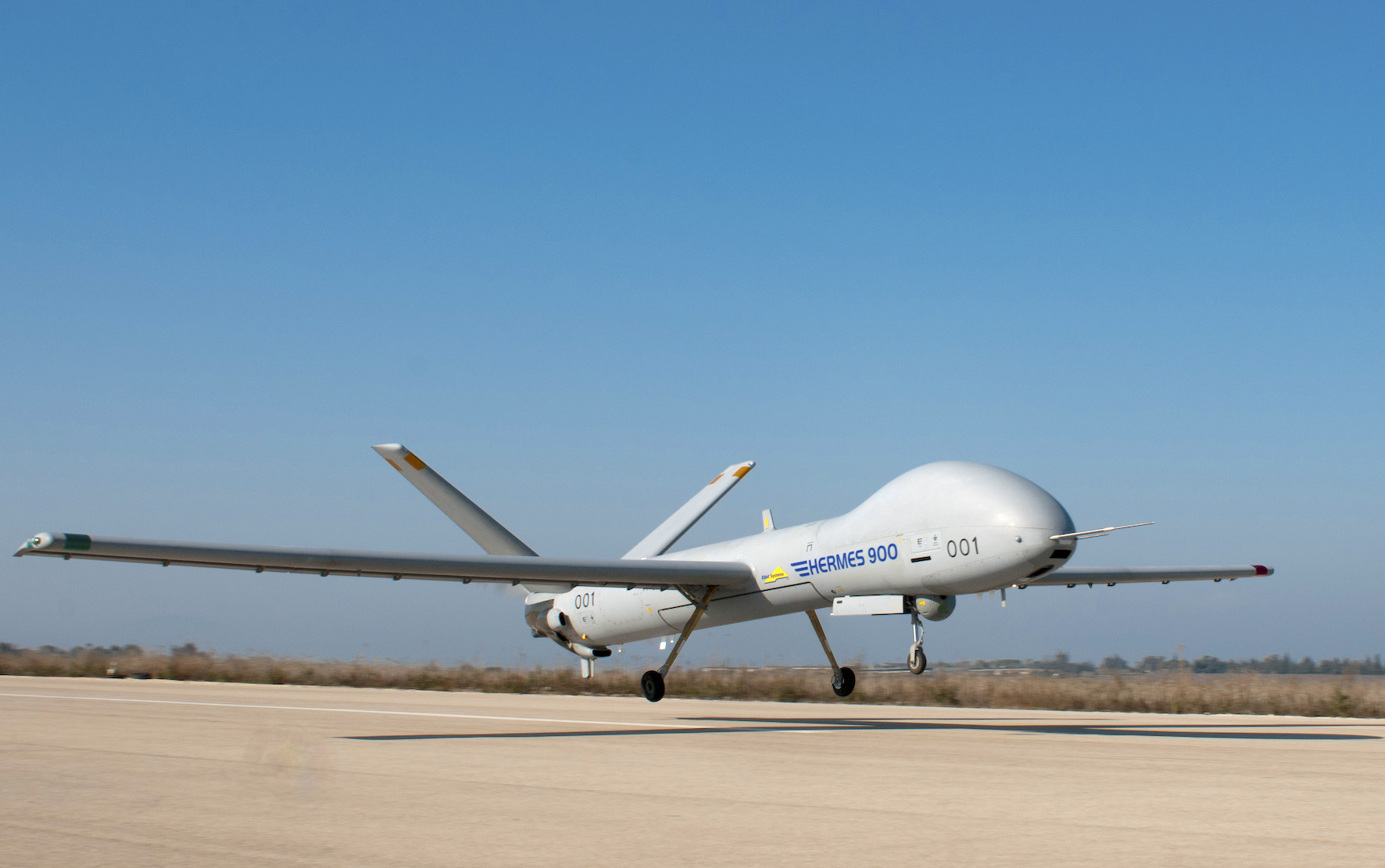
Elbit Hermes 900 drönare.

Elbit Systems Ltd. är ett israeliskt och internationellt militärteknik- och vapenföretag baserat i Israel.
Elbit Systems grundades 1966 och producerar 85 % av Israels försvarsmakts landbaserade utrustning samt 85 % av de obemannade flygfarkoster som används av Israels flygvapen.
År 2022 rapporterade Elbit Systems att de har 18 407 anställda, varav de flesta är baserade i Israel. Elbit Systems aktier handlas på Tel Aviv-börsen och NASDAQ.
Elbit Systems har dotterbolag, fabriker och kunder runt om i världen. Företagets dotterbolag i bland annat Sverige, Storbritannien och USA har mött protester för sitt stöd till den israeliska militären i den pågående israelisk-palestinska konflikten. I Sverige undviker bland andra Länsförsäkringar, Nordea och AP-fonderna att investera i Elbit.

## Elbit Systems Sweden
Den 17 juni 2021 tillkännagav Elbit Systems etableringen av sitt svenska dotterbolag Elbit Systems Sweden.
Den 13 januari 2022 tilldelades Elbit Systems Sweden ett kontrakt att leverera stridsledningssystem till svenska marinen. Den 24 januari 2023 meddelade Elbit Systems Sweden att man tilldelades ett kontrakt värt cirka 500 miljoner SEK för att utrusta Sveriges försvarsmakt med taktiska kommunikationslösningar. Den 23 oktober 2023 tecknade Elbit Systems Sweden ett tioårigt ramavtal med Försvarsmakten på cirka 1,7 miljarder SEK för att leda utrullningen av digitaliseringsprogrammet LSS Mark.